# Hermann Fricke (Politiker)
Hermann Fricke (*  23. Juni 1898 in Wehre; † 22. April 1952 ebenda) war ein deutscher Landwirt und Politiker (CDU). Er war vom 21. Februar 1946 bis zum 21. November 1946 Abgeordneter des Ernannten Braunschweigischen Landtages.